# Dolní Lomná
Dolní Lomná (en polonais : Łomna Dolna ; en allemand : Nieder Lomna) est une commune du district de Frýdek-Místek, dans la région de Moravie-Silésie, en République tchèque. Sa population s'élevait à 923 habitants en 2021.

## Géographie
Dolní Lomná est située dans les Beskides de Moravie-Silésie. Arrosée par la rivière Lomná, Dolní Lomná se trouve à 29 km au sud-est de Frýdek-Místek, à 45 km au sud-sud-est d'Ostrava et à 313 km à l'est-sud-est de Prague.

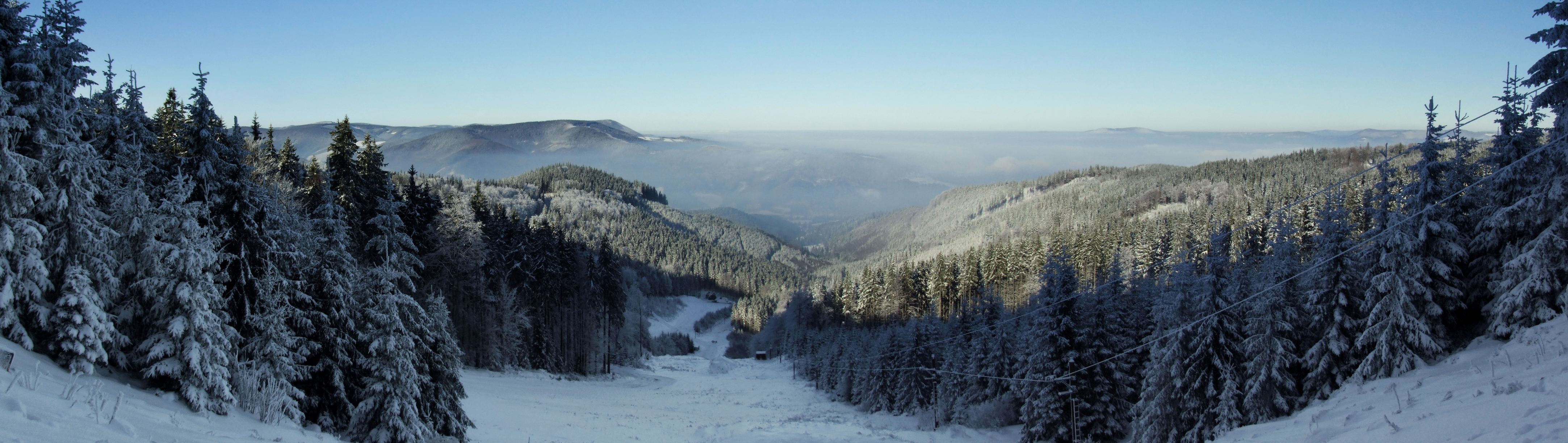
Beskides de Moravie-Silésie.

La commune est limitée par Košařiska, Milíkov, Návsí et Bocanovice au nord, par Jablunkov à l'est, par Mosty u Jablunkova à l'est et au sud, par la Slovaquie au sud-est et par Horní Lomná et Morávka à l'ouest.

## Histoire
La première mention écrite du village date de 1661.

## Galerie

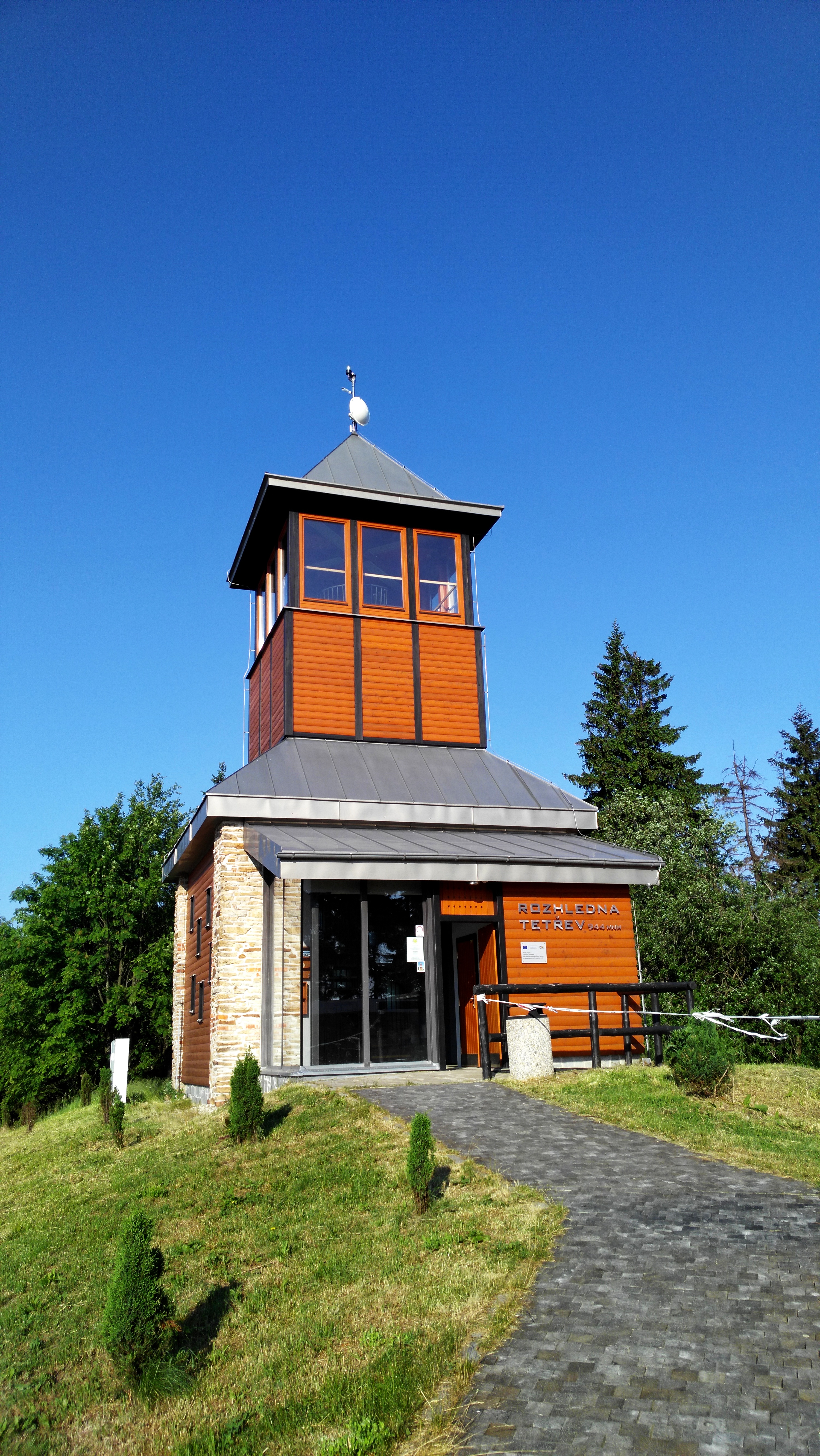
Tour d'observation de Tetřev.
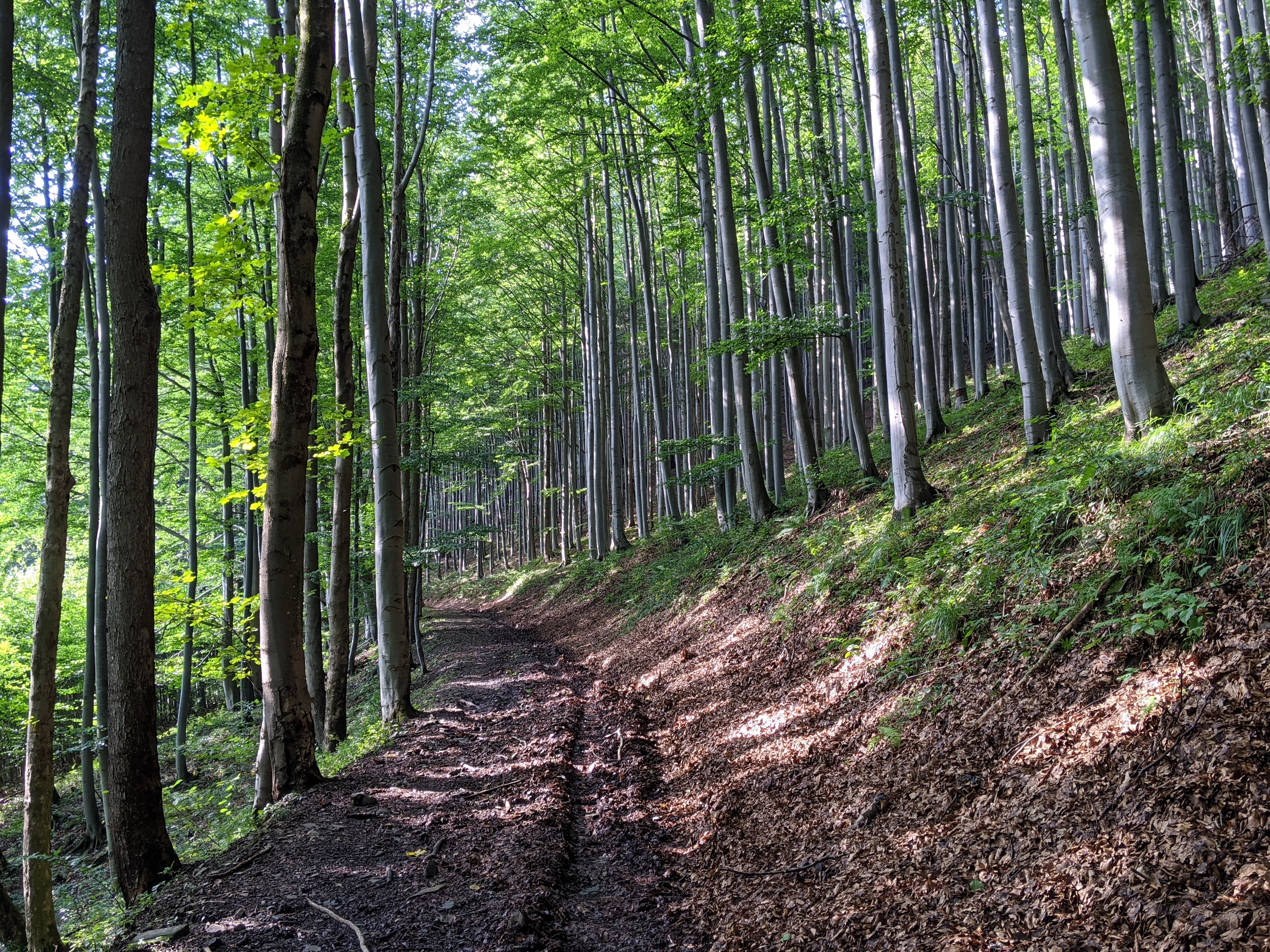
Réserve naturelle d'Uplaz.
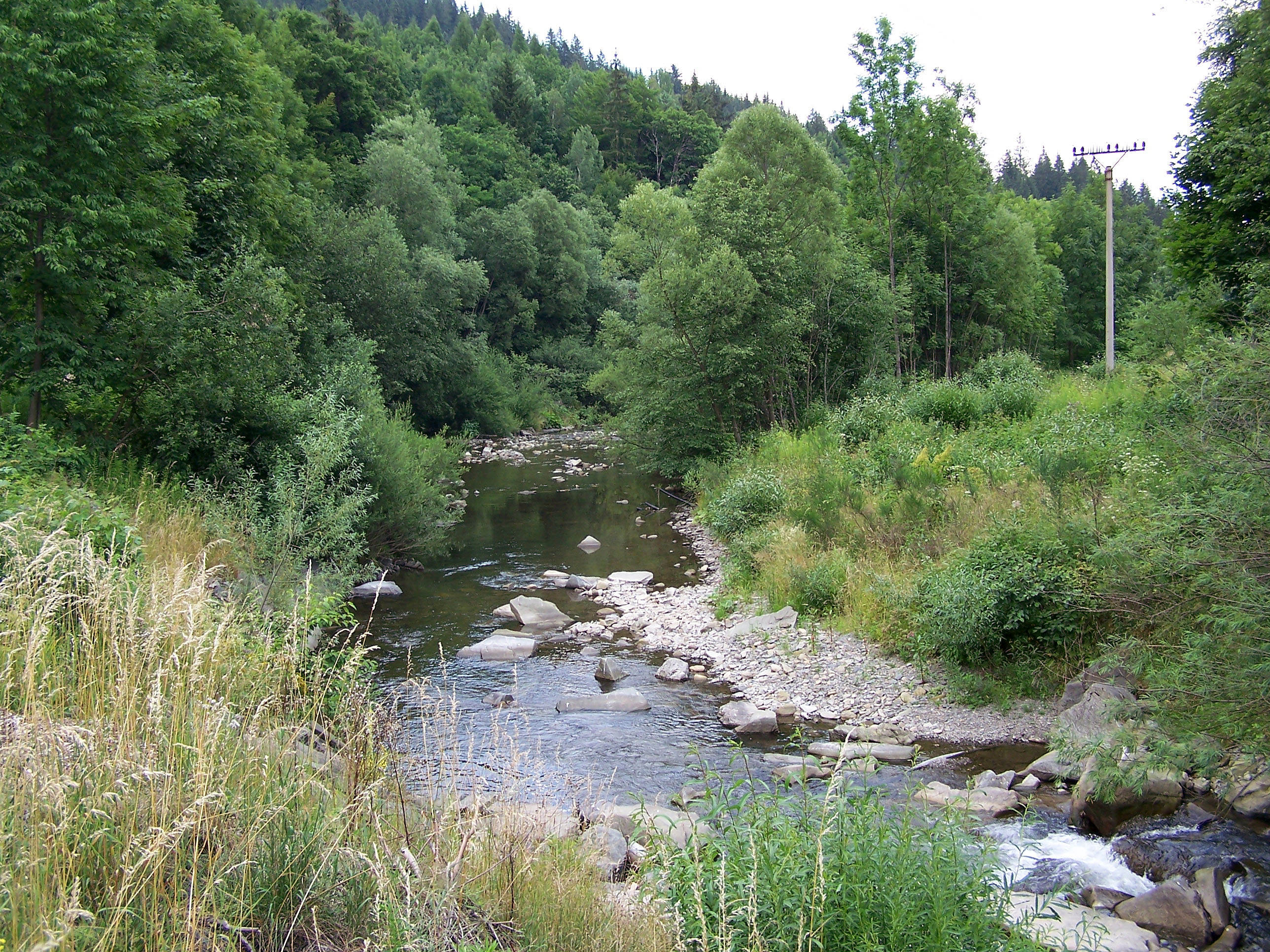
Rivière Lomná.

## Transports
Par la route, Dolní Lomná se trouve à 21 km de Třinec, à 45 km de Frýdek-Místek, à 66 km d'Ostrava et à 397 km de Prague.